# تيديغوست
تاديغوست هي قرية مغربية وسط البلاد.تقع آيت هاني جنوبي مكناس. تنتمي تيديغوست لإقليم الرشيدية، وتضم الجماعة القروية 7.346 نسمة (حسب الإحصاء الرسمي 2004).